# Oxyrrhynchium laosianum
Oxyrrhynchium laosianum är en bladmossart som beskrevs av Hugh Neville Dixon 1937. Oxyrrhynchium laosianum ingår i släktet Oxyrrhynchium och familjen Brachytheciaceae. Inga underarter finns listade i Catalogue of Life.